# Agim Rada
Agim Rada (ur. 24 maja 1953 w Tiranie, zm. 11 lipca 2023 tamże) – albański rzeźbiarz. Podczas swojej kariery utworzył z brązu rzeźby przedstawiające między innymi Marina Barletiego, Gjergja Eleza Alię, Onufrego, Petra Marko oraz Skanderbega.

## Życiorys
Pochodził z ubogiej rodziny, jego ojciec odbywał karę pięciu lub sześciu lat pozbawienia wolności z powodów politycznych. W latach 60. Agim Rada uczęszczał do liceum plastycznego Jordan Misja, a w 1974 roku wygrał konkurs na rzeźbę na Wyższym Instytucie Sztuk w Tiranie, gdzie uczęszczał na studia, następnie przez siedem lat mieszkał w Kavajë.
W 1984 roku rozpoczął pracę rzeźbiarza w Centrum Realizacji Dzieł Sztuki, którego został dyrektorem w grudniu 2013 roku.
19 września 2014 roku jego rzeźba Kleriku i Prangosur została umieszczona przed Katedrą św. Szczepana w Szkodrze. W 2021 roku w centrum Budapesztu odsłonięto popiersie Skanderbega autorstwa Rady.
Zmarł dnia 11 lipca 2023 roku z powodu choroby płuc.

## Życie prywatne
Żonaty, miał jednego syna.